# Ablakosmolyfélék
Az ablakosmolyfélék (Thyrididae) a valódi lepkék alrendjébe tartozó Heteroneura alrendágban a fényiloncaszerűek (Pyraloidea) öregcsalád egyik családja.

## Származásuk, elterjedésük
A sok faj többsége trópusi. Európában csak egyetlen nem egyetlen faja él. A Thyridinae alcsaládba tartozó ablakosmoly (Thyris fenestrella Scopoli, 1763) a család névadó faja, és hazánkban is megtalálható (Fazekas, 2001; Buschmann, 2004; Mészáros, 2005; Pastorális, 2011; Pastorális & Szeőke, 2011).

## Rendszertani felosztásuk
A rendkívül fajgazdag családot négy alcsaládra és további mintegy kilencven, alcsaládba be nem sorolt nemre bontják.

### Be nem sorolt nemek
| - Abrotesia - Addaea - Apyralis - Aziba - Beguma - Belonoptera - Bupota - Calindoea - Camadena - Camptochilus - Canaea - Cecidothyris - Chrysotypus - Cleomantes - Cornuterus - Cosmothyris - Cumbaya - Cydrastis - Daristane - Dixoa - Draconia - Durdara - Epaena - Forbesopsis - Gippius - Gnathodes - Hapana - Hepialodes - Herdonia - Heteroschista - Hexeris - Hyperthyris - Iscalina - Isothauma - Nemea - Jamboina - Kalenga - Kanshizeia - Kuja - Lelymena - Letchena - Letchenodes - Loxiorhiza - Macrogonia - Macroprota - Mathoris - Mellea - Meskea - Mesopempta | - Microbelia - Microctenucha - Microsca - Misalina - Monodecus - Morova - Mystina - Nakawa - Nemea - Neobanisia - Neochrysotypus - Novitina - Novobelura - Ochrothyris - Opula - Orneostoma - Ortospeda - Ottolenguia - Oxycophina - Pentina - Pharambara - Picrostomastis - Plagiosella - Plagiosellula - Platythyris - Plesiodesma - Proterozeuxis - Pseudendromis - Pseudothyris - Pycnopera - Pyralidoxa - Pyrinioides - Rhodogonia - Risama - Sericophara - Sijua - Sinecalca - Sonagara - Speculina - Stenocopsis - Symphleps - Tanyodes - Telchines - Tridesmodes - Tristina - Trophoessa - Vadata - Vernifilia - Zeuzerodes |